# Tirrena-Adriàtica 1985
La Tirrena-Adriàtica 1985 va ser la 20a edició de la Tirrena-Adriàtica. La cursa es va disputar en un pròleg inicial i sis etapes, entre el 7 i el 13 de març de 1985, amb un recorregut final de 1.010,4 km.
El vencedor de la cursa fou el neerlandès Joop Zoetemelk (Kwantum), que s'imposà al portuguès Acacio da Silva Mora (Malvor-Bottecchia) i el suís Stefan Mutter (Carrera), segon i tercer respectivament.

## Etapes
| Etapa | Data       | Recorregut                              | Km    | Vencedor d'etapa           | Líder de la general        |
| ----- | ---------- | --------------------------------------- | ----- | -------------------------- | -------------------------- |
| Pr.   | 7 de març  | Santa Marinella - Santa Marinella (CRI) | 6,97  | Roberto Calovi (ITA)       | Roberto Calovi (ITA)       |
| 1a    | 8 de març  | Santa Severa - Arpino                   | 228,5 | Moreno Argentin (ITA)      | Roberto Visentini (ITA)    |
| 2a    | 9 de març  | Fontana Liri - Subiaco                  | 194,5 | Adri van Houwelingen (NED) | Roberto Visentini (ITA)    |
| 3a    | 10 de març | L'Aquila - Amandola                     | 180,0 | José Luis Navarro (ESP)    | Roberto Visentini (ITA)    |
| 4a    | 11 de març | Urbisaglia - Porto Recanati             | 192,0 | Acacio da Silva Mora (POR) | Acacio da Silva Mora (POR) |
| 5a    | 12 de març | S.B del Tronto - S.B del Tronto (CRI)   | 12,4  | Joop Zoetemelk (NED)       | Joop Zoetemelk (NED)       |
| 6a    | 13 de març | S.B del Tronto - S.B del Tronto         | 196,0 | Eric Vanderaerden (BEL)    | Joop Zoetemelk (NED)       |

## Classificació general
|    | Ciclista                       | Equip                  | Temps       |
| -- | ------------------------------ | ---------------------- | ----------- |
| 1  | Joop Zoetemelk (NED)           | Kwantum                | 28h 21' 08" |
| 2  | Acacio da Silva Mora (POR)     | Malvor-Bottecchia      | + 57"       |
| 3  | Stefan Mutter (SUI)            | Carrera                | + 1' 20"    |
| 4  | Gianbattista Baronchelli (ITA) | Supermercati Brianzoli | + 1' 26"    |
| 5  | José Luis Navarro (ESP)        | Zor                    | + 1' 28"    |
| 6  | Iñaki Gastón (ESP)             | Reynolds               | + 1' 33"    |
| 7  | Silvano Contini (ITA)          | Ariostea               | + 1' 37"    |
| 8  | Johan Lammerts (NED)           | Panasonic              | + 1' 43"    |
| 9  | Niki Ruttimann (SUI)           | La Vie Claire          | + 1' 46"    |
| 10 | Theo de Rooy (NED)             | Panasonic              | + 1' 53"    |